# Henry Brandt
Ne doit pas être confondu avec Henri-François Brandt.
Pour les articles homonymes, voir Brandt.
Henry Brandt, né le 25 juillet 1921 à La Chaux-de-Fonds et mort le 26 juillet 1998 à Saint-Ambroix, est un réalisateur suisse.

## Biographie
Henry Brandt est le fils d'un commerçant en horlogerie. Après avoir obtenu une licence en lettres à l'université de Neuchâtel, il enseigne le français à La Chaux-de-Fonds puis à Neuchâtel (1950-1953). C'est en autodidacte qu'il se forme à la photographie et au cinéma. Tourné chez les Peuls Bororo (Niger), Les Nomades du soleil (1953), en étroite collaboration avec le Musée d'ethnographie de Neuchâtel et son conservateur Jean Gabus, offre à Henry Brandt une reconnaissance internationale.[réf. nécessaire] Ce moyen métrage obtient le premier prix du film ethnographique au Festival international du film de Locarno en 1955. S'intéressant alors à la réalité de son propre pays, Henry Brandt réalise Quand nous étions petits enfants (1961) pour la Société pédagogique neuchâteloise. Ce long métrage obtient une Voile d'argent au Festival international du film de Locarno.
Avec d'autres cinéastes suisses, notamment Alain Tanner, Claude Goretta ou encore Walter Marti, Henry Brandt fait partie, en 1962, des cofondateurs de l'Association suisse des réalisateurs. En 1964, pour l'Exposition nationale, il réalise La Suisse s'interroge sous la forme de cinq courts métrages. Élément majeur de l'exposition, le film de Brandt marque les visiteurs, bousculés dans leurs convictions par le regard critique que le cinéaste neuchâtelois propose sur la Suisse. Malgré son rôle de pionnier dans le paysage du cinéma romand, ouvrant la voie aux jeunes réalisateurs du nouveau cinéma suisse, Henry Brandt poursuit une carrière indépendante et plutôt solitaire. Son œuvre documentaire comprend une trentaine de titres et doit en grande partie son existence à des commandes institutionnelles. Traitée librement, témoignant des bouleversements humains et sociétaire, elle comprend notamment les films suivants : Voyage chez les vivants (1969), Nous étions les rois du monde (1985), Le Dernier Printemps (1977).[réf. nécessaire]
Henry Brandt est mort le 26 juillet 1998 à Saint-Ambroix (Gard). Un fonds Henry Brandt est conservé au Département audiovisuel de la Bibliothèque de la Ville de La Chaux-de-Fonds.

## Filmographie
- 1952 : Valangin : Découverte et présentation d'un bourg
- 1953 : Les Nomades du soleil
- 1954 : Les Hommes des châteaux
- 1960 : Madagascar au bout du monde (Madagaskar, ein Insel am Ende der Welt)
- 1960 : Quand nous étions petits enfants (Die Bubenjahre / Schön war die Jugendzeit)
- 1962 : La Chance des autres
- 1962 : Pourquoi pas vous ?
- 1963 : Les Hommes de la montre
- 1964 : Opération Banyarwanda
- 1964 : La Suisse s'interroge, composé de cinq courts métrages : La Suisse est belle (4 min 10 s), Problèmes (3 min 50 s), La Course au bonheur (4 min), Croissance (4 min 10 s), Ton pays est dans le monde (3 min 50 s).
- 1969 : Voyage chez les vivants
- 1972 : Chronique de la planète bleue, en treize parties : Les Ombres du bout du monde, Mon prochain s'appelle milliard, Atteindre l'an 2100 min, La Route de la famine, La Bataille de la malaria, Hiroshima, ou Des hommes et des souris, Les Paysannes de Casamance, Bratsk, Sibérie, an 15 min, Les Enfants de Ramanagaram, Suman, ou la Paix de l'esprit, Voici l'homme, Nini de San Francisco, ou le Refus de l'héritage,  Joseph de Dakar, ou les Commodités de la ville.
- 1973 : Souvenirs de Corinna Bille et de Maurice Chappaz
- 1973 : Terre à vendre
- 1977 : Le Dernier Printemps
- 1977 : Eudoxie
- 1985 : Nous étions les rois du monde
- 1987 : Le Blé des pharaons